# Krayzie Bone
Anthony Henderson (født 17. juni 1973 i Cleveland, Ohio) bedre kendt som Krayzie Bone, er en amerikansk rapper.
Han er også kendt under andre artistnavne som Leatha Face, Krayzie Jackson, Granddaddy of the Midwest, Mr. Lyrical, Silent Killer og Mr. Sawed Off.
Krayzie Bone har vundet to Grammy Award; for "Tha Crossroads" i 1997 med hiphop-gruppen Bone Thugs-n-Harmony, som han er medlem af, og i 2007 for "Ridin'" sammen med Chamillionaire.
Krayzie Bone har også været med på sangen "Untouchable" med Tupac Shakur fra albummet Pac's Life.

## Diskografi

### Album
- 1999 Thug Mentality 1999 USA: #4
- 2001 Thug On Da Line USA: #27
- 2003 The Legends Underground (Part 1)
- 2005 Gemini: Good Vs. Evil USA: #69
- 2005 Too Raw 4 Retail
- 2007 Thugline Boss
- 2008 Smoke On This
- 2009 The Fix: Just One Mo Hit

### Singles
Tekst mangler, hjælp os med at skrive teksten

### Solosingles
- 1999 – "Thug Mentality"
- 1999 – "Paper"
- 2001 – "Hard Time Hustlin" (feat. Sade)
- 2004 – "Freaks" (feat. Play-N-Skillz & Adina Howard)
- 2005 – "Get'chu Twisted"

### Featured Singles
- 1999 – "I still believe" (feat. Mariah Carey)
- 1999 – "Until we rich" (feat. Ice Cube)
- 2003 – "I'm not sleeping" (feat. Tiffany)
- 2004 – "I don't give a fuck" (feat. Lil Jon and The Eastside Boys & Mystikal)
- 2005 – "I don't wanna die" (feat. Coolio)
- 2006 – "Ridin'" (feat. Chamillionaire)
- 2006 – "Spit your game" (feat. The Notorious B.I.G., Twista & Eightball and MJG)
- 2006 – "Never let you down" (feat. Frankie J, Layzie Bone)